# Usha Kiran
Usha Kiran (telugu ఉషా కిరణ్, urdu اوشا کرن; Hyderabad, 22 aprile 1929 – Nashik, 9 marzo 2000) è stata un'attrice indiana.

## Filmografia parziale
- Kalpana, regia di Uday Shankar (1948)
- Daag, regia di Amiya Chakravarty (1952)
- Patita, regia di Amiya Chakrabarty (1953)
- BaadBaan, regia di Phani Majumdar (1954)
- Nazrana, regia di C. V. Sridhar (1961)
- Kabuliwala, regia di Hemen Gupta (1961)
- Bawarchi, regia di Hrishikesh Mukherjee (1972)
- Chupke Chupke, regia di Hrishikesh Mukherjee (1975)
- Mili, regia di Hrishikesh Mukherjee (1975)

## Premi
- Filmfare Awards
  - 1955: "Best Supporting Actress"